# Polen 2050
Polen 2050 (Polsk: Ruch Polska 2050, "Polen 2050-bevægelse") er en politisk bevægelse, der blev grundlagt i august 2020 af Szymon Hołownia efter hans præsidentkampagne ved det polske præsidentvalg i 2020.